# Символ Кронекера
У математиці, символ Кронекера або дельта Кронекера — функція двох змінних, названа на честь Леопольда Кронекера (введена ним у 1866), яка дорівнює {\displaystyle 1}, якщо значення змінних рівні, і {\displaystyle 0} в іншому випадку.
Змінні звичайно вважаються цілими.
{\displaystyle \delta _{ij}=\left\{{\begin{matrix}1&i=j\\0&i\neq j\end{matrix}}\right.}
Наприклад {\displaystyle \delta _{12}=0\ }, але {\displaystyle \delta _{33}=1\ }.
Символ Кронекера звичайно трактується швидше як скорочене позначення тензора, ніж як функція.